# Baró de Maldà i Maldanell

Escut del municipi de Maldà a l'Urgell.

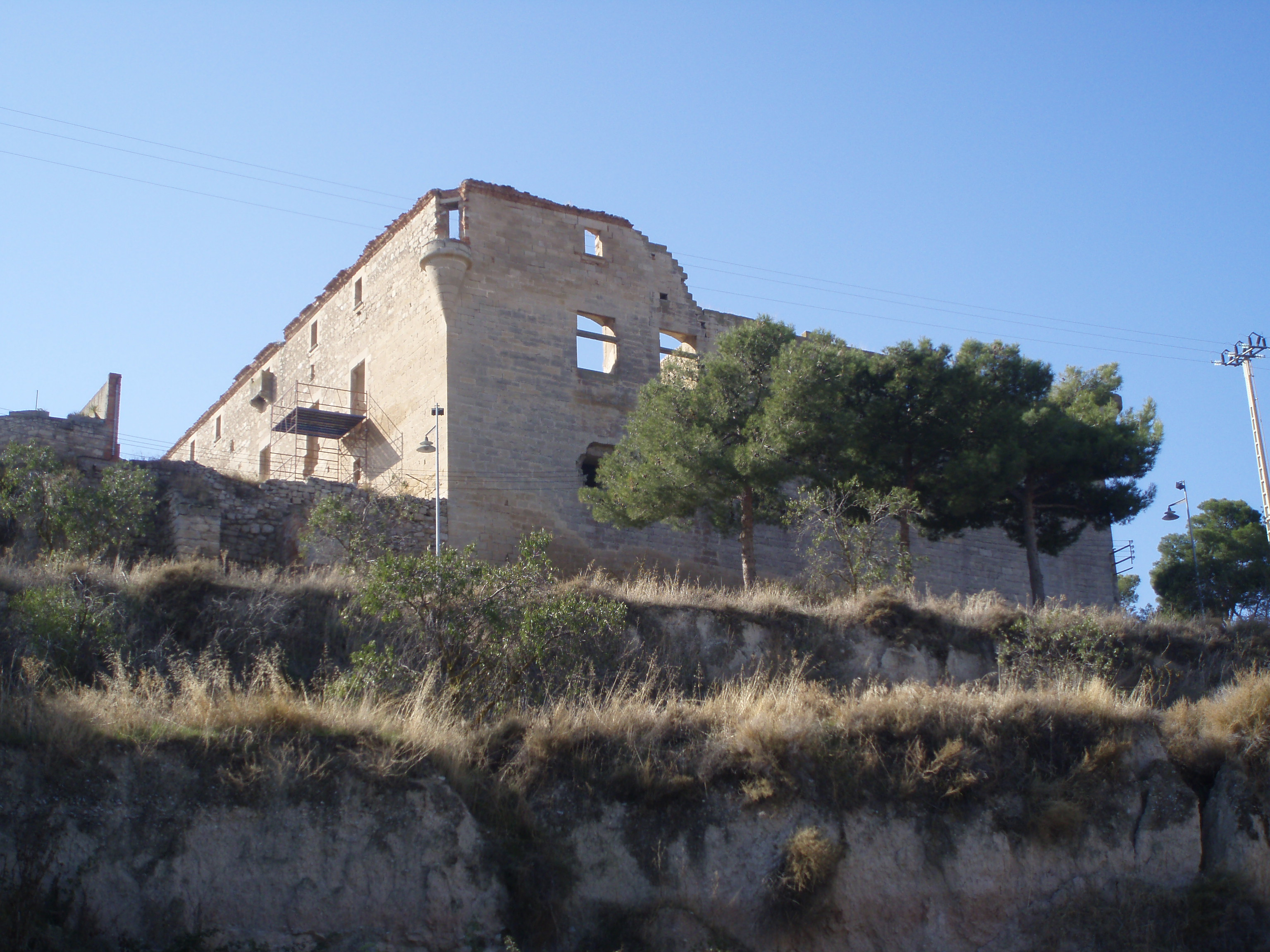
Castell de Maldà, propietat del baró de Maldà i Maldanell

Baró de Maldà i Maldanell és un títol nobiliari concedit el 1766 per Carles III a Rafael d'Amat i de Cortada, hereu per la branca materna del títol de Senyor de Maldà i Maldanell.

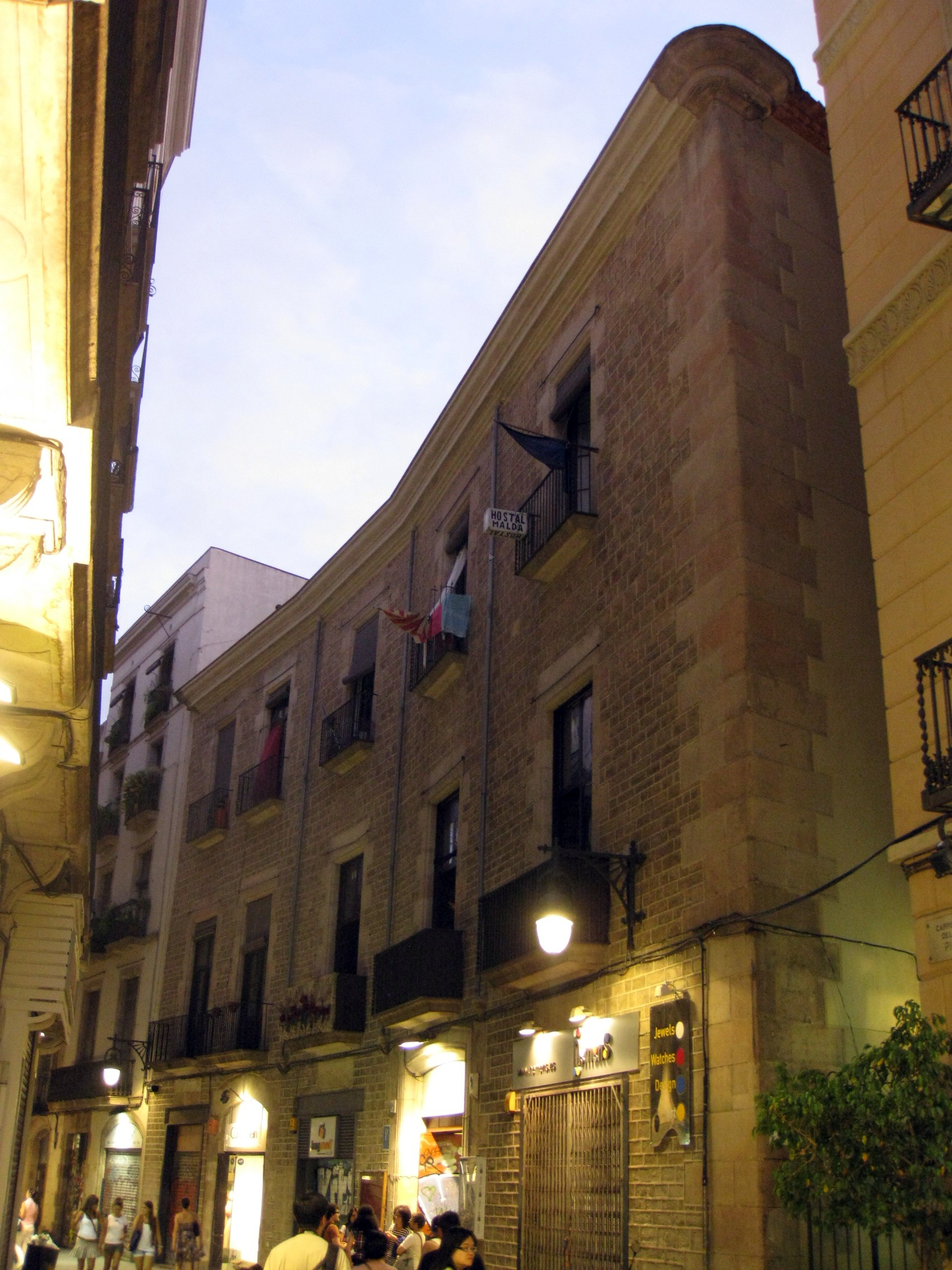
El Palau Maldà, al carrer del Pi de Barcelona.

## Precedents
- Jaume de Cortada i Sala: Senyor de Maldà i Maldanell
- Rafael de Cortada i de Cabanyes: Senyor de Maldà i Maldanell
- Josep de Cortada i de Bru: Senyor de Maldà i Maldanell
- Maria Teresa de Cortada i de Sentjust (? - 1756): Senyora de Maldà i Maldanell

## Titulars[1]
- Rafael d'Amat i de Cortada (1746 - 1819): 1r Baró de Maldà i Maldanell. Es va casar als vint anys amb Maria Esperança d'Amat i de Rocabertí, cosina seva i filla petita del II Marquès de Castellbell. El va succeir el seu fill primogènit Rafael.[2]
- Rafael d'Amat i d'Amat: 2n Baró de Maldà i Maldanell. No va tenir descendència i a la seva mort el va succeir el seu germà Cayetano (o Gaietà), el ‘Tano’ que sovint apareix descrit al Calaix de sastre.
- Gaietà d'Amat i d'Amat (? - 1863): 3r Baró de Maldà i Maldanell. Tampoc no va tenir descendència i a la seva mort el va succeir el seu nebot Gaietà Maria, fill de la seva germana Escolàstica d'Amat i Amat (esposa de Manuel d'Amat i de Peguera).
- Gaietà Maria d'Amat i d'Amat (1803 - 1868): 4t Baró de Maldà i Maldanell, 5è Marquès de Castellbell, 5è Marquès de Castellmeià i Baró de Castellar. Va morir igualment sense descendents. El va succeir el seu nebot Josep.
- Josep de Càrcer i d'Amat (1837 - 1905): 5è Baró de Maldà i Maldanell. El va succeir la seva filla Maria Dolors.
- Maria Dolors de Càrcer i de Ros (1867 - 1939): 7a Marquesa de Castellbell, Gran d'Espanya, 6a Baronessa de Maldà i Maldanell i 8a Marquesa de Castellmeià. Es va casar amb Luis de Vilallonga i Sentmenat, Baró de Segur. La va succeir el seu fill Salvador.
- Salvador de Vilallonga i de Càrcer (1891-1974): 8è Marquès de Castellbell, Marquès de Castellmeià, 2n Baró de Segur, 7è Baró de Maldà i Maldanell i 8è Marquès de Castellmeià i Gentilhome Gran d'Espanya amb exercici i servitud del rei Alfons XIII. Es va casar amb María del Carmen Cabeza de Vaca i Carvajal, filla de Vicente Cabeza de Vaca y Fernández de Còrdova, sisè Marquès de Portago i d'Ángela Carvajal y Jiménez de Molina, onzena Comtessa de la Mejorada. En el marquesat de Castellmeià el va succeir la seva filla Maria Antònia. En el marquesat de Castellbell el va succeir el seu fill José Luis. En la baronia de Maldà i Maldanell i en la baronia de Segur el va succeir el seu fill Alfons.
- Alfons de Vilallonga i Cabeza de Vaca (1927-1997): 3r Baró de Segur i 8è Baró de Maldà i Maldanell (reial carta de successió: BOE 22 de maig de 1979). Es va casar amb Concepció Serra i Ramoneda. El va succeir el seu fill Alfons.
- Alfons de Vilallonga i Serra (1960-avui): 4t Baró de Segur, 9è Baró de Maldà i Maldanell (reial carta de successió: BOE 30 d'octubre de 1998). És músic, cantant de cabaret, compositor especialitzat en bandes sonores.